# Resolució 2139 del Consell de Seguretat de les Nacions Unides
La Resolució 2139 del Consell de Seguretat de les Nacions Unides fou adoptada per unanimitat el 22 de febrer de 2014. El Consell va exigir a les parts en conflicte a Síria que permetessin l'assistència d'emergència a la població necessitada, i que abandonessin la violència contra la població.

## Observacions
La violència a Síria ja havia provocat centenars de milers de morts, entre ells deu mil nens, centenars de milers de civils atrapats a la zona assetjada i altres tres milions en àrees de difícil accés. La seva situació humanitària es deteriorava ràpidament.
El Consell també mostrà preocupació pel gran nombre de refugiats. Es va agrair a Líban, Jordània, Turquia, Iraq i Egipte per acollir-ne més de 2,4 milions. També va agrair als Estats membres que comprometessin 1.800 milions d'euros a la Conferència de Síria a Kuwait el 15 de gener de 2014.
Es va cridar a les partits a detenir immediatament la violència que causava tant patiment i protegir els llocs Patrimoni de la Humanitat de Síria. Els atacs terroristes de grups i persones vinculades a Al-Qaeda també van ser durament condemnats.

## Actes
Les violacions generalitzades dels drets humans van ser fortament condemnades: l'assassinat, la mutilació, la violació, els atacs contra escoles i hospitals, les detencions arbitràries, la tortura i l'ús d'escuts humans. Es va exigir a totes les parts que aturessin la violència des d'on venia i que deixessin d'utilitzar armes pesants en zones poblades.
Es va instar a les parts a aplicar les disposicions contingudes en el comunicat del President del Consell de Seguretat de 2 d'octubre de 2013, facilitant l'accés a l'ajuda d'emergència. També es va instar al govern sirià a abandonar el setge de la ciutat vella d'Homs, Nubl i Zahra (Alep), Madamiyet Elsham prop de Damasc, Yarmouk (Damasc), Ghouta de l'Est, a prop de Damasc, Darayya prop de Damasc i altres llocs, la prestació de socors, permetre atenció mèdica i protegir la població. Les escoles i els hospitals havien de ser desmilitaritzats i alliberar immediatament als detinguts arbitràriament, començant per les dones, els nens, els malalts, ferits i gent gran.
Finalment, es va destacar la necessitat d'una solució política, que era objecte de negociacions el 22 de gener de 2014 a Montreux (Suïssa).